# Saint-Rémy-au-Bois
Saint-Rémy-au-Bois – miejscowość i gmina we Francji, w regionie Hauts-de-France, w departamencie Pas-de-Calais.
Według danych na rok 1990 gminę zamieszkiwało 100 osób, a gęstość zaludnienia wynosiła 25 osób/km² (wśród 1549 gmin regionu Nord-Pas-de-Calais Saint-Rémy-au-Bois plasuje się na 1097. miejscu pod względem liczby ludności, natomiast pod względem powierzchni na miejscu 762.).